# Kłodnica
Kłodnica (tysk Klodnitz ) er en biflod til Oder fra  højre. Den har sit udspring i Øvre Schlesien nær Murcki (Emanuelssegen), et distrikt i Katowice. Den er omkring 75 kilometer lang og løber i nordvestlig retning, bl.a. gennem store skovområder, mmen får også vand fra  tætbefolkede industriområder.
Ved Kłodnica ligger byerne Gliwice (Gleiwitz), Ujazd (Ujest) og Kędzierzyn-Koźle. Syd for byen Koźle (Cosel) løber den ud i Oder.
I Kłodnica-dalen løb Klodnica-kanalen, bygget fra 1792 til 1812. Den  blev erstattet af Gliwice-kanalen, som blev udvidet fra 1934 til 1939.